# Часовня святых Флора и Лавра (Захонье)
Часовня во имя Святых мучеников Флора и Лавра — расположена в селе Захонье Лужского района Ленинградской области.
По решению региональных властей признана памятником культурного наследия регионального значения.

## История и архитектура
Деревянная часовня сооружена по одним данным в конце XVIII века, по другим — между 1800 и 1850 годами.
Часовня построена на основе клети, берущей происхождение от простой крестьянской избы. Здание с трёх сторон огибает крытое гульбище с фигурными столбами. Всё сгруппировано под одной двускатной крышей. Венчает часовню четырёхгранная башня-палатка, перекрытая на четыре ската. Со временем здание утеряло звонницу, которая крепилась на трёх брусьях над входом.
Связь с народным зодчеством и характеристика часовни как яркого самобытного памятника прослеживается в убранстве часовни: резных деталях, изображении фигур, символике белого и красного цветов, фольклорного понимания образов.
В 1987—1988 годах специалисты Ленинградского филиала института «Спецпроектреставрация» разработали проект и провели реставрацию часовни. Позднее при ремонте местной грунтовой дороги её подсыпку произвели таким образом, что здание часовни оказалось в понижении рельефа, заполненном поверхностными водными стоками. Возникла угроза обрушения постройки. Местным жителям сообща удалось забутовать фундамент природным камнем, собранным в округе, остановив заваливание часовни.